# Carl Bamberg
Johann Carl Wilhelm Anton Bamberg (Kranichfeld, 12 de julho de 1847 – Berlim, 4 de junho de 1892) foi um mecânico e empresário alemão.

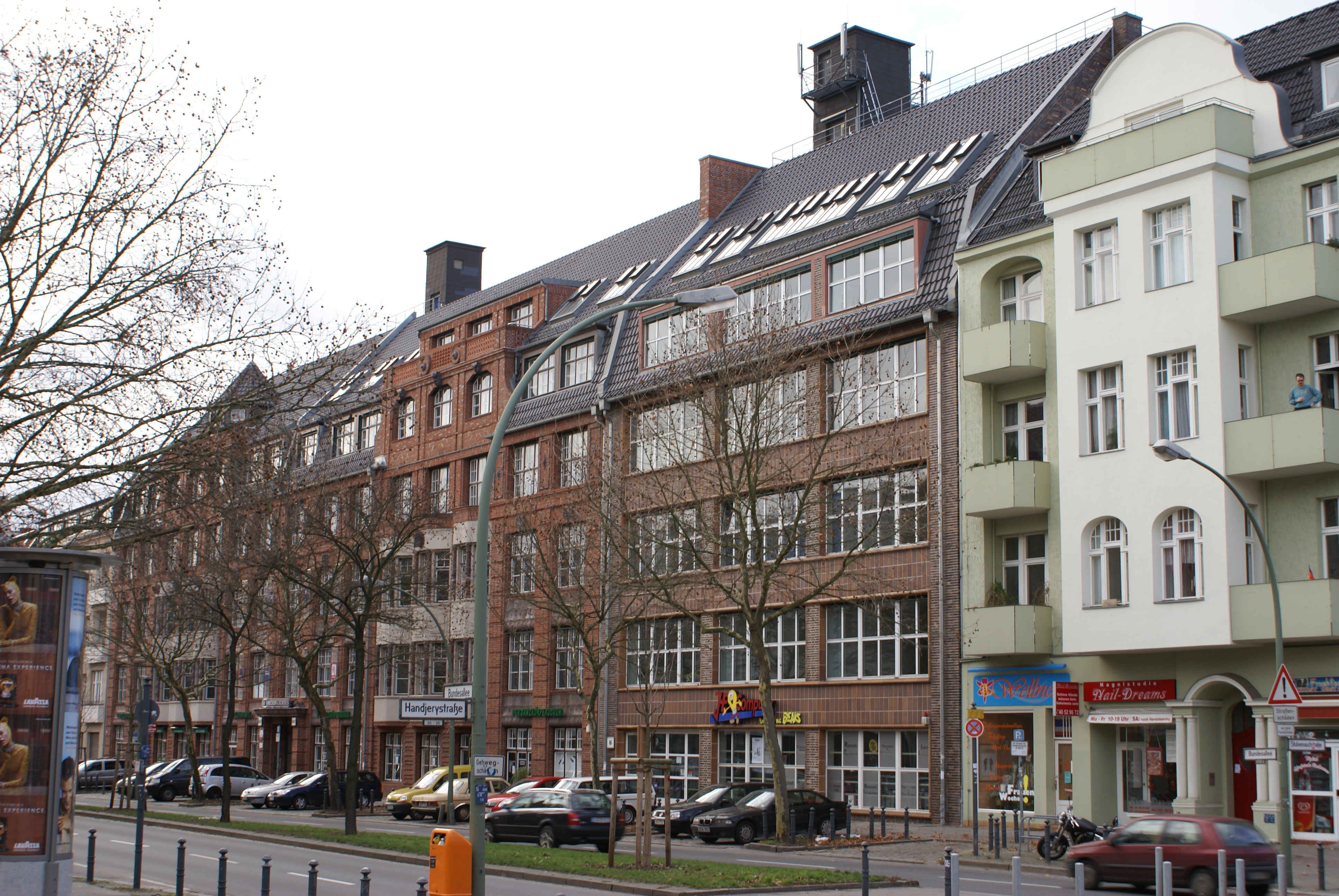
Sede da Askania Werke em Berlim

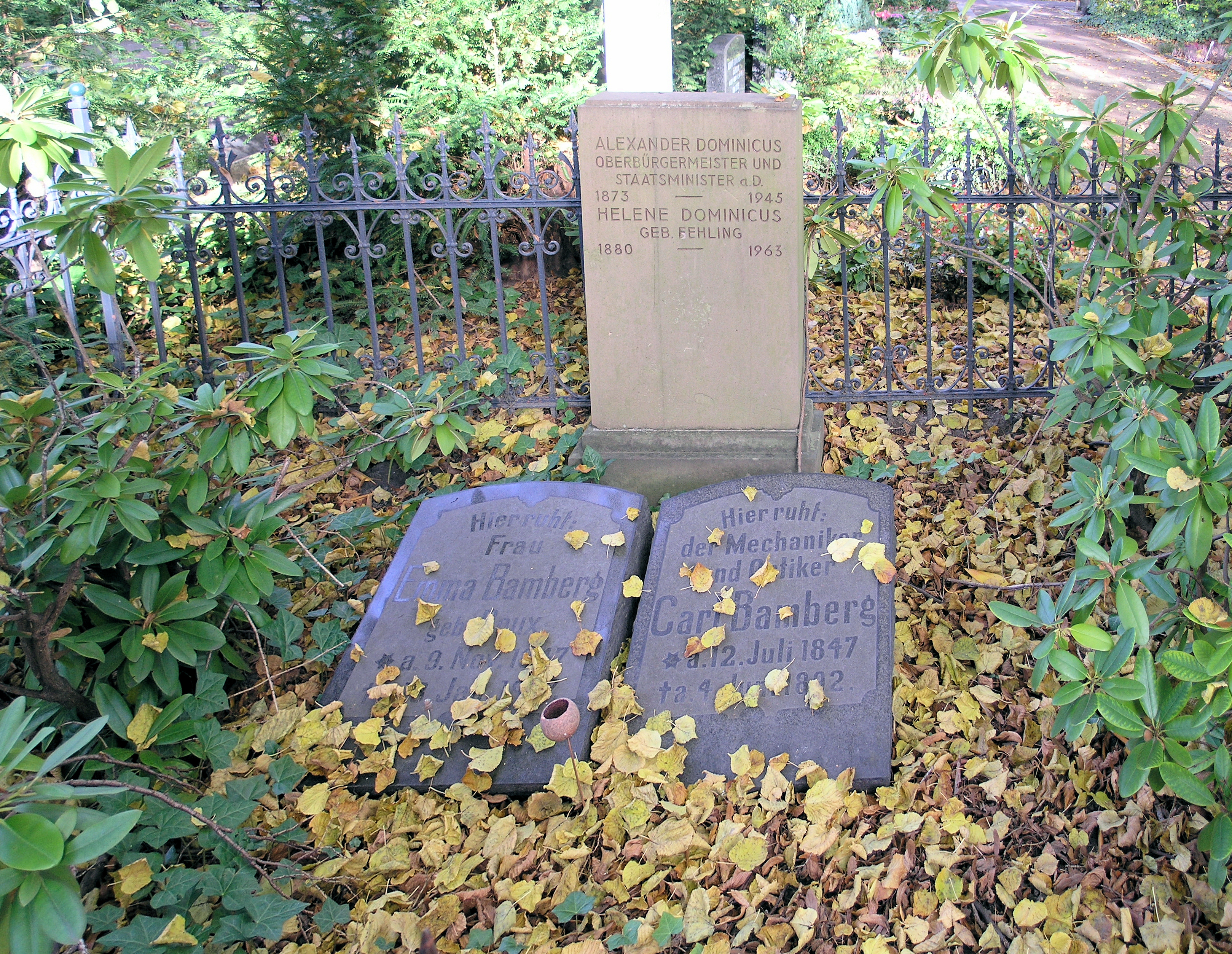
Sepultura de Bamberg no Friedhof Schöneberg III